# Erwin Guido Kolbenheyer
Erwin Guido Kolbenheyer (né à Budapest le 30 décembre 1878 et mort à Munichle 12 avril 1962) est un romancier et dramaturge autrichien. Il soutint le parti nazi et Hitler par ses écrits entre 1933 et 1944. Il figura d'ailleurs sur la Sonderliste de la Gottbegnadeten-Liste.

## Biographie
Kolbenheyer est le fils de l'architecte hongrois Franz (ou Ferenc) Kolbenheyer (1841-1881), qui a participé à la construction de l'Université de Budapest en tant qu'employé du ministère hongrois de la Culture. 
Son grand-père Moritz Kolbenheyer (1810-1884) avait été un pasteur politiquement influent à Ödenburg, sa grand-mère paternelle était une Magyare originaire de Vienne, tandis que le général révolutionnaire hongrois Artúr Görgey était apparenté à Kolbenheyer. La mère de ce dernier, Amalie née Hein, était issue d'une famille établie de longue date à Karlovy Vary, son père était également architecte. Après le décès prématuré de son père, Erwin a grandi à Karlovy Vary, où il a été scolarisé. Il a ensuite fréquenté le lycée d'Eger.
Il mène ensuite des études de philosophie, psychologie et zoologie à l'Université de Vienne (1900-1905), lors desquelles il se lie d'amitié avec Stefan Zweig. Il obtient ensuite son doctorat et devient membre du Corps académique en 1906. En 1906 toujours, il épouse à Vienne Marianne Eitner (1880-1957), une fille du chimiste Wilhelm Eitner. 
Durant la Première Guerre mondiale, Kolbenheyer se porta volontaire pour le service militaire au printemps 1915, mais fut jugé inapte au front et dirigea jusqu'à la fin de la guerre un camp de prisonniers de guerre près de Linz.
En 1919, Kolbenheyer s'installe à Tübingen, où il vit comme écrivain indépendant jusqu'en 1932. De 1917 à 1926, il réalise son œuvre principale, la trilogie romanesque Paracelsus. Depuis 1926, il était membre de la section de poésie de la Académie prussienne des arts, fondée la même année.
Son oeuvre a trouvé un écho dans le régime nazi, d'autant plus que Kolbenheyer prit sa plume pour faire l'éloge d'Adolf Hitler dans un poème et pour défendre les autodafés de 1933, ainsi que pour écrire des romans de guerre pro-nazis tels que Karlsbader Novellen 1786 (1935) et Das Gottgelobte Herz (1938). 
Kolbenheyer a été interdit d'écriture pendant cinq ans après la Seconde Guerre mondiale bien que, depuis sa résidence en Allemagne de l'Ouest, il ait continué à publier des romans qui étaient largement dans le même esprit nationaliste que sa production précédente. Il fut également un contributeur régulier de Nation Europa, un mensuel allemand d'extrême droite à visée européenne, basé à Cobourg.